# 웨스트제트
웨스트제트(영어: WestJet, TSX: WJA)는 1996년에 설립한 캐나다의 저비용 항공사이다. 본사는 캐나다 알버타 주 캘거리에 위치해 있다. 총 71곳에 정기편 및 전세기를 운영하며 캐나다 뿐 아니라 미국, 멕시코, 카리브해 지역의 국가에도 노선을 운영하고 있다. 현재 웨스트제트는 에어 캐나다에 이어 캐나다에서 두 번째로 큰 항공사이며 허브공항은 캘거리 국제공항을 거점으로 하루 평균 380편의 비행을 하고 있다.

## 역사
1996년 2월 29일에 사우스웨스트 항공과 모리스 에어와 같은 LCC를 목표로 4명에 의해 설립된다. 원래는 서부 캐나다에 취항하는 항공사로 시작되었고 세계에서 가장 빠르게 성장하는 항공사가 된다.
1996년 2월 29일 처음으로 취항하기 시작했으며 당초 3대의 보잉 737-200과 220명의 직원을 두고, 캘거리 국제공항을 허브 공항으로 밴쿠버와 킬로나, 에드먼턴, 위니펙을 취항하기 시작했다. 같은 해 리자이나와 사스 카툰, 빅토리아에 취항하게 된다. 1997년에 애보츠포드가 추가되고 탑승 승객 수는 100만명을 돌파 한다.
1999년에 선더 베이와 그랜드 프레리, 프린스 조지에 취항하기 시작했으며 2000년 동부 캐나다로 운항 범위를 확대하고 해밀턴 국제공항을 동부의 허브 공항으로 지정하고 해밀턴과 멍크턴, 오타와를 취항하기 시작했다. 같은 해 설립자인 4명의 CEO가 캐나다 항공 업계에 대한 공헌도에서 Ernst & Young entrepreneur of the year award in Canada을 수상했다. 2001년에 포트 맥머레이, 코목스가에 추가로 취항했으며, 이후에 지속적으로 노선을 신설하게 되었다. 2002년 동부 도시인 런던과 토론토가 새로운 취항 도시로 한층 더 더해진다. 2003년 4월 윈저와 몬트리올, 핼리팩스, 세인트존스에 취항했다.
2002년 후반 에어캐나다의 기밀 정보에 무단으로 유출 했다는 이유로 고소된다. 2006년 5월 29일 웨스트제트는 이 사실을 인정하고 부정 액세스에 의한 합의금 500만 달러를 에어캐나다에 지불한 한편 에어캐나다와 웨스트제트의 이름으로 1,000만 캐나다 달러 다양한 아동 기금에 기부하기로 했다.
2004년 4월 동부의 허브 공항인 해밀턴 국제공항에서 토론토 피어슨 국제공항으로 이동해 캐나다 국내선 노선을 강화했다.
2004년 미국 국제선에 취항을 시작한다고 발표되어 샌프란시스코, 로스앤젤레스, 피닉스, 탬파, 포트로더데일, 올랜도, 라가디아 공항이 대상이다.
국경을 넘는 직행 메인 허브 공항인 캘거리 국제공항을 시작으로 밴쿠버 국제공항과 킬로나 국제공항, 에드먼턴 국제공항, 위니펙 국제공항, 토론토 피어슨 국제공항, 몬트리올 피에르 엘리오트 트뤼도 국제공항을 취항했다.
팜스프링스에 2005년에 취항했지만 이후 라가디아 공항 국제선이 취소된다. 같은 해 4월 새로운 노선으로 시즌만 정기 항공편이 샬롯에 취항하게 되지만, 동시에 라가딩 공항 국제선은 취항 중단된다. 2005년 6월에 윈저 국내선 노선 취항을 중지하고 승객이 증가가 지속되고 있는 런던에 취항했다. 그리고 2005년 가을에 포트마이어스와 라스베이거스에 취항하게 된다.
ETOPS을 도입을 계기로 2005년 9월 20일 밴쿠버에서 하와이 제도에 취항 한다고 발표했다. 2005년 12월 호놀룰루과 마우이로 운항을 시작했다. 또한 하와이 제도에서 귀국 항공편은 심야 야간 항공편을 운항하고 있지만 현재는 하와이섬을 맺고 있는 고우 에어, 모쿠레레 항공과 코드쉐어를 하고 있다.
2006년 샌프란시스코 취항을 중단 한다고 발표했다. 샌디에이고 계절편 국제선도 2006년까지 취항했다. 같은 해, 바하마의 나소에 국제선 노선을 취항했다. 이것은 미래의 국제 시장 진출을 염두에 둔 회사의 중요한 장기 경영 전략에 기초한 것이다. 현재 카리브해 지역에 노선을 신설하는 방안을 검토하고 있다.

## 운항 노선
- 2012년 1월 현재 웨스트제트는 다음과 같은 노선을 취항하고 있다.

### 코드쉐어 협정
- 웨스트제트는 다음과 같은 항공사와 코드쉐어 협정을 맺고 있다.[3]

| - KLM (스카이팀) - LATAM 브라질 - LATAM 칠레 - 대한항공 (스카이팀) - 델타 항공 (스카이팀) - 버진 애틀랜틱 (스카이팀) - 샤먼 항공 (스카이팀) - 아에로멕시코 (스카이팀) - 아조레스 항공 - 에미레이트 항공 | - 에어 프랑스 (스카이팀) - 일본항공 (원월드) - 중국남방항공 - 중국동방항공 (스카이팀) - 중화항공 (스카이팀) - 캐세이퍼시픽 항공 (원월드) - 콴타스 항공 (원월드) - 필리핀 항공 - 하이난 항공 - 홍콩 항공 |  |

## 보유 기종

### 현재 보유 중인 기종
- 2020년 11월 기준으로 웨스트제트는 다음과 같은 기종을 보유하고 있으며 평균 기령은 6년이다.[4][5]

## 사진

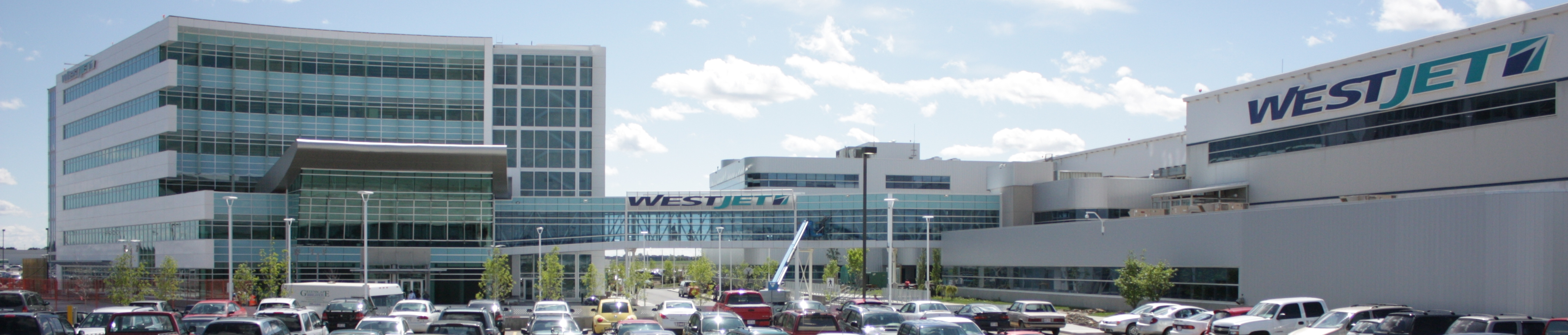
웨스트제트의 본사 전경
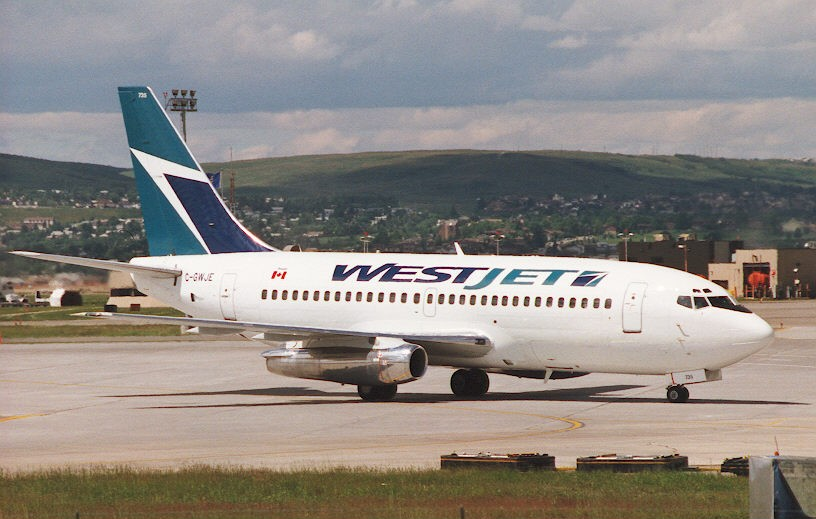
웨스트제트의 보잉 737-200(퇴역)
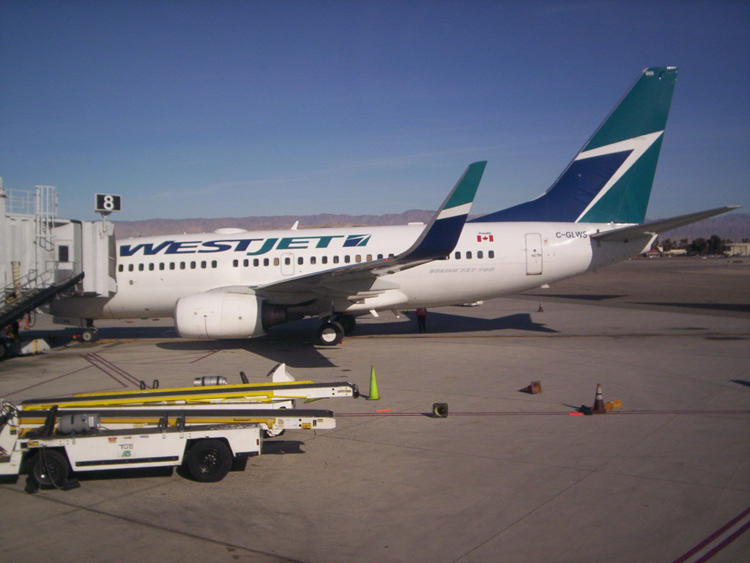
웨스트제트의 보잉 737-700
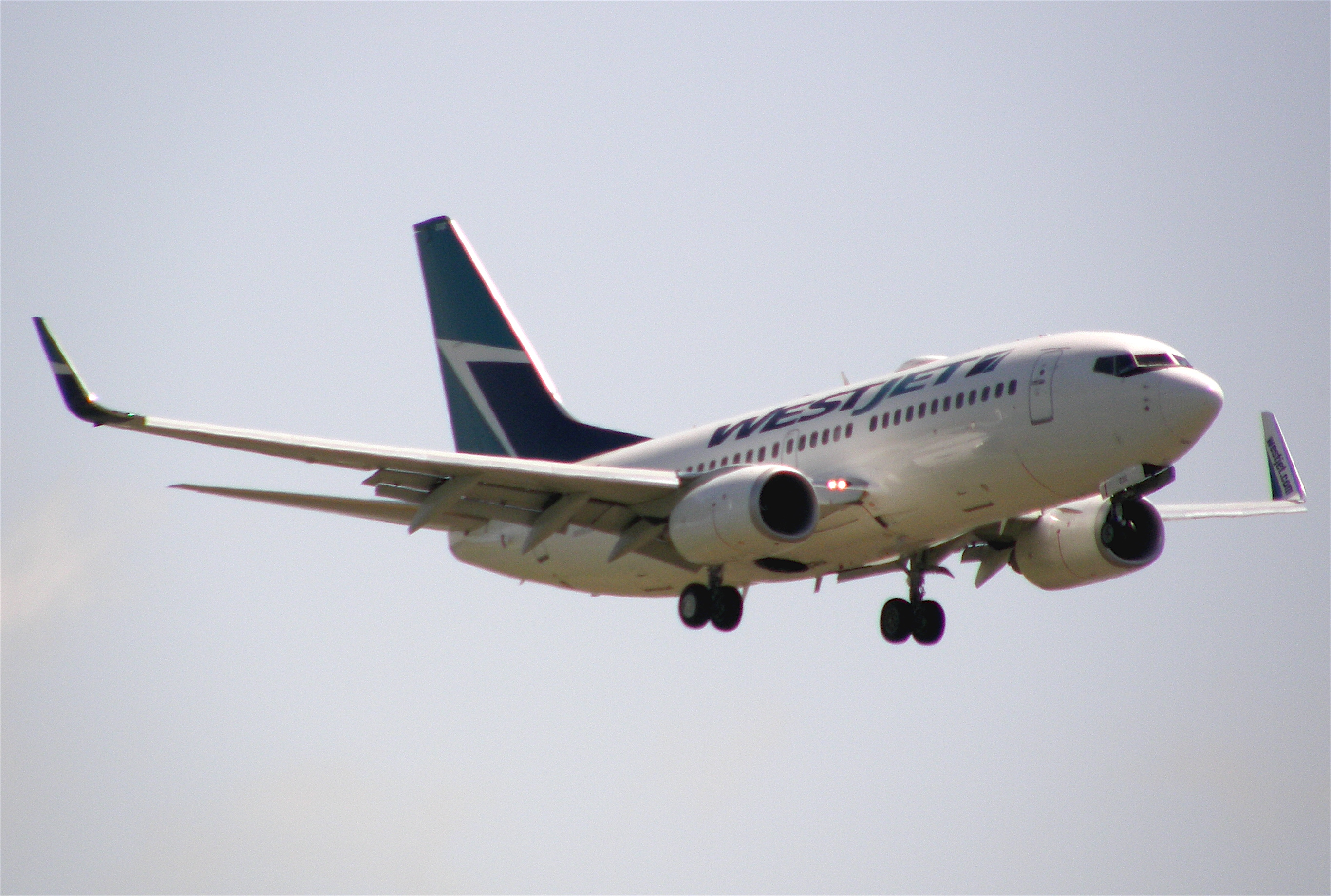
웨스트제트의 보잉 737-700
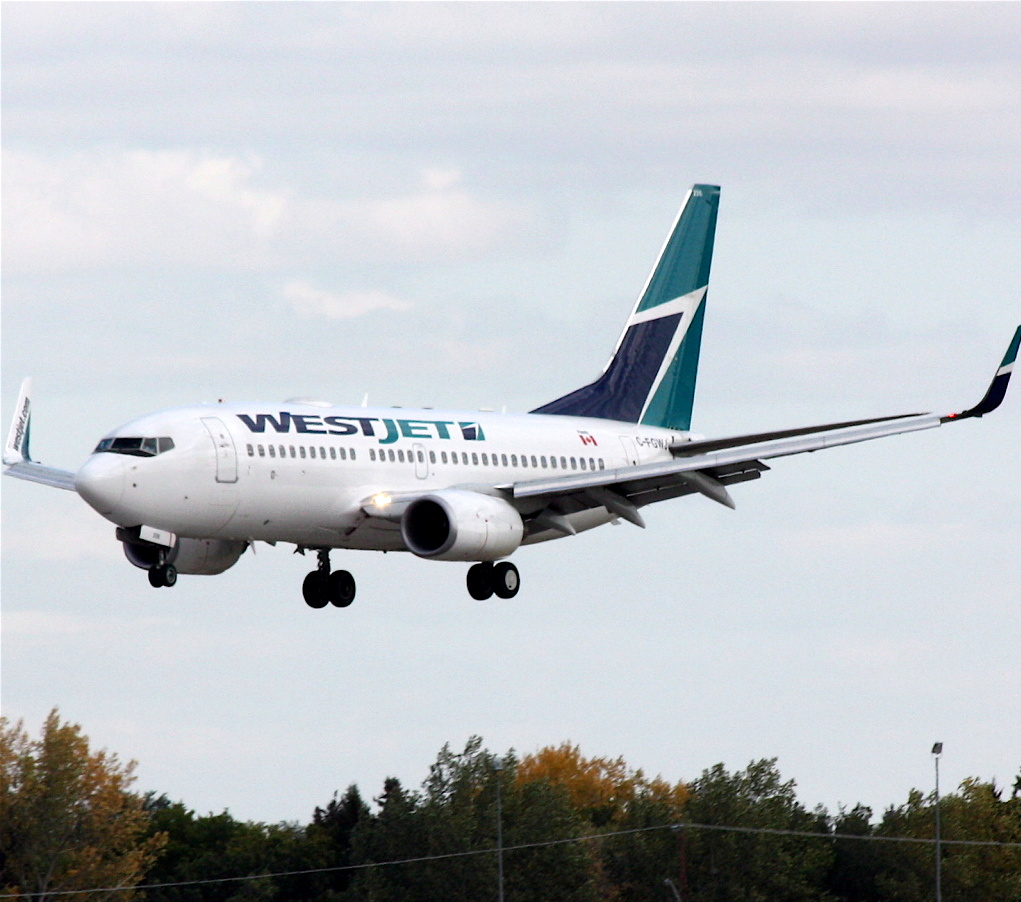
웨스트제트의 보잉 737-700